# Portland Terminal Company
| \| \| \| Strecke von Waterville (ex MEC) \| \| \| \| \| Portland City Line \| \| \| \| \| Strecke von Rochester (ex P&R) \| \| \| \| \| Westbrook City Line \| \| \| \| \| Westbrook ME \| \| \| \| \| (Rangiergleis) \| \| \| \| \| Verbindungsgleis zur MEC \| \| \| \| \| Strecke Portland–Yard 12 (ex P&O) \| \| \| \| \| ehem. Verbindungsgleis zur MEC \| \| \| \| \| ehem. Verbindungsgleis zur MEC \| \| \| \| \| Cumberland Mills ME \| \| \| \| \| (Rangiergleis) \| \| \| \| \| Yard 11 (Bishop Street) \| \| \| \| \| \| \| \| \| \| Deering Junction ME \| \| \| \| \| ehem. Verbindungsgleis zur Hafenbahn (ex B&M) \| \| \| \| \| Woodfords ME \| \| \| \| \| Portland Water District \| \| \| \| \| Strecke von Portland GTR Station (ex A&SLR) \| \| \| \| \| Portland&Rochester Junction \| \| \| \| \| Strecke nach Montreal (ex A&SLR) \| \| \| \| \| Yard 7 (ehem. Endbahnhof der P&R) \| \| \| \| \| ehem. Verbindungsgleis nach Deering Jct. (ex B&M) \| \| \| \| \| \| \| \| \| \| Portland ME Union Station \| \| \| \| \| Strecke von Yard 12 (ex P&O) \| \| \| \| \| \| \| \| \| \| Yard 8 (ehem. Endbahnhof der B&M) \| \| \| \| \| Yard 5 \| \| \| \| \| Yard 4 \| \| \| \| \| Yard 2 \| \| \| \| \| Portland GTR Station \| \| \| \| \| ehem. Strecke nach Montreal (ex A&SLR) \| \| \| \| \| Fore River \| \| \| \| \| ehem. Abzweig zum Yard 6 \| \| \| \| \| Rigby ME Gbf \| \| \| \| \| Abzweig zum Yard 3 (jetzt Turners Island LLC) \| \| \| \| \| Strecke nach Boston (ex B&M) \| \| |  |                                                   |                                                   |
| Strecke |  | Strecke von Waterville (ex MEC)                   | Strecke von Waterville (ex MEC)                   |
| Dienststation / Betriebs- oder Güterbahnhof |  | Portland City Line                                | Portland City Line                                |
| Strecke von rechts (außer Betrieb) · Strecke |  | Strecke von Rochester (ex P&R)                    | Strecke von Rochester (ex P&R)                    |
| Dienststation / Betriebs- oder Güterbahnhof (Strecke außer Betrieb) · Strecke |  | Westbrook City Line                               | Westbrook City Line                               |
| Bahnhof (Strecke außer Betrieb) · Strecke |  | Westbrook ME                                      | Westbrook ME                                      |
| Strecke |  | (Rangiergleis)                                    | (Rangiergleis)                                    |
| Abzweig geradeaus und nach rechts · Strecke |  | Verbindungsgleis zur MEC                          | Verbindungsgleis zur MEC                          |
| Kreuzung · Strecke |  | Strecke Portland–Yard 12 (ex P&O)                 | Strecke Portland–Yard 12 (ex P&O)                 |
| Abzweig geradeaus und ehemals von links · Strecke |  | ehem. Verbindungsgleis zur MEC                    | ehem. Verbindungsgleis zur MEC                    |
| Abzweig geradeaus und ehemals von rechts · Strecke |  | ehem. Verbindungsgleis zur MEC                    | ehem. Verbindungsgleis zur MEC                    |
| Betriebs-/Güterbahnhof Strecke ab hier außer Betrieb · Strecke |  | Cumberland Mills ME                               | Cumberland Mills ME                               |
| Strecke |  | (Rangiergleis)                                    | (Rangiergleis)                                    |
| Dienststation / Betriebs- oder Güterbahnhof · Strecke |  | Yard 11 (Bishop Street)                           | Yard 11 (Bishop Street)                           |
| Strecke nach links · Abzweig geradeaus und von rechts |  |                                                   |                                                   |
| Dienststation / Betriebs- oder Güterbahnhof |  | Deering Junction ME                               | Deering Junction ME                               |
| Abzweig geradeaus und ehemals nach links |  | ehem. Verbindungsgleis zur Hafenbahn (ex B&M)     | ehem. Verbindungsgleis zur Hafenbahn (ex B&M)     |
| ehemaliger Bahnhof |  | Woodfords ME                                      | Woodfords ME                                      |
| Dienststation / Betriebs- oder Güterbahnhof |  | Portland Water District                           | Portland Water District                           |
| Strecke · Strecke von links (außer Betrieb) |  | Strecke von Portland GTR Station (ex A&SLR)       | Strecke von Portland GTR Station (ex A&SLR)       |
| Strecke · Bahnhof (Strecke außer Betrieb) |  | Portland&Rochester Junction                       | Portland&Rochester Junction                       |
| Strecke · Abzweig geradeaus und nach rechts (Strecke außer Betrieb) |  | Strecke nach Montreal (ex A&SLR)                  | Strecke nach Montreal (ex A&SLR)                  |
| Strecke · Dienststation / Betriebs- oder Güterbahnhof (Strecke außer Betrieb) |  | Yard 7 (ehem. Endbahnhof der P&R)                 | Yard 7 (ehem. Endbahnhof der P&R)                 |
| Strecke · Abzweig geradeaus und nach rechts (Strecke außer Betrieb) |  | ehem. Verbindungsgleis nach Deering Jct. (ex B&M) | ehem. Verbindungsgleis nach Deering Jct. (ex B&M) |
| Abzweig geradeaus und ehemals von links · Strecke nach rechts (außer Betrieb) |  |                                                   |                                                   |
| ehemaliger Bahnhof |  | Portland ME Union Station                         | Portland ME Union Station                         |
| Abzweig geradeaus und von rechts |  | Strecke von Yard 12 (ex P&O)                      | Strecke von Yard 12 (ex P&O)                      |
| Abzweig geradeaus und nach links · Strecke von rechts |  |                                                   |                                                   |
| Strecke · Betriebs-/Güterbahnhof Strecke ab hier außer Betrieb |  | Yard 8 (ehem. Endbahnhof der B&M)                 | Yard 8 (ehem. Endbahnhof der B&M)                 |
| Strecke · Dienststation / Betriebs- oder Güterbahnhof (Strecke außer Betrieb) |  | Yard 5                                            | Yard 5                                            |
| Strecke · Dienststation / Betriebs- oder Güterbahnhof (Strecke außer Betrieb) |  | Yard 4                                            | Yard 4                                            |
| Strecke · Dienststation / Betriebs- oder Güterbahnhof (Strecke außer Betrieb) |  | Yard 2                                            | Yard 2                                            |
| Strecke · Bahnhof (Strecke außer Betrieb) |  | Portland GTR Station                              | Portland GTR Station                              |
| Strecke · Strecke nach links (außer Betrieb) |  | ehem. Strecke nach Montreal (ex A&SLR)            | ehem. Strecke nach Montreal (ex A&SLR)            |
| Brücke über Wasserlauf |  | Fore River                                        | Fore River                                        |
| Abzweig geradeaus und ehemals von links |  | ehem. Abzweig zum Yard 6                          | ehem. Abzweig zum Yard 6                          |
| Dienststation / Betriebs- oder Güterbahnhof |  | Rigby ME Gbf                                      | Rigby ME Gbf                                      |
| Abzweig geradeaus, nach links und von links |  | Abzweig zum Yard 3 (jetzt Turners Island LLC)     | Abzweig zum Yard 3 (jetzt Turners Island LLC)     |
| Strecke |  | Strecke nach Boston (ex B&M)                      | Strecke nach Boston (ex B&M)                      |

Die Portland Terminal Company ist eine ehemalige Eisenbahngesellschaft in Portland (Maine). Sie betrieb Verbindungsgleise und die Hafenbahn im Großraum Portland.

## Geschichte
Nachdem Portland von allen Seiten mit Eisenbahnen erschlossen war, stand die Hafenstadt vor dem Problem, dass fast jede der Eisenbahngesellschaften ihren eigenen Endbahnhof in der Stadt hatte, siehe Bahnhöfe in Portland (Maine). Fahrgäste, die in Portland nur umsteigen wollten, mussten zum Teil weite Wege durch das Stadtzentrum zurücklegen. Daher beschloss die Stadt, einen gemeinsamen Hauptbahnhof für alle Bahnen zu bauen. Die Portland Union Railroad Station Company wurde am 15. Februar 1887 gegründet. Der neue Bahnhof entstand an der Strecke der Maine Central Railroad und wurde 1888 eröffnet.
Die Gesellschaft baute Verbindungsgleise vom gemeinsamen Endbahnhof der Boston and Maine Railroad und der Maine Central Railroad südlich des Stadtzentrums und dem Bahnhof der Grand Trunk Railway am Hafen. Die Züge der Portland and Ogdensburg Railway benutzten mit Eröffnung des neuen Bahnhofs zwischen Cumberland Mills und Deering Junction die Strecke der Portland and Rochester Railroad mit und fuhren von Norden in den Hauptbahnhof ein.
Ab 23. März 1911 firmierte der Betrieb unter Portland Terminal Company (auch Portland Terminal Railroad) und wurde von der Maine Central Railroad geführt. Ab 1933 betrieben die Boston&Maine und die Maine Central die Bahn unter gemeinsamer Regie. 1965 verließ der letzte Personenzug die Union Station, nachdem bereits 1961 das Empfangsgebäude abgerissen worden war. An seiner Stelle steht heute ein Einkaufszentrum. Mit Übernahme der Boston&Maine und der Maine Central durch die Guilford Transportation Anfang der 1980er Jahre ging auch die Portland Terminal Company an diese Gesellschaft und wurde aufgelöst. Heute besteht neben kürzeren Güter- und Rangieranschlüssen nur noch die Hauptstrecke, die die Strecken der Maine Central und der Boston&Maine verband.